# Conrad Portas i Burcet
Conrad Portas i Burcet (Sant Feliu de Guíxols, 26 de novembre de 1901 - Barcelona, 28 de gener de 1987) fou un futbolista català de la dècada de 1920. Va ser internacional amb la selecció catalana i amb la selecció espanyola.
En paral·lel a la seva trajectòria esportiva va ser funcionari de la Generalitat de Catalunya, en concret va treballar a cèdules i també va ser vocal d'esports de l'Associació de Funcionaris de la Generalitat de Catalunya (1933) sota la presidència de Jaume Miravitlles i Navarra.

## Trajectòria

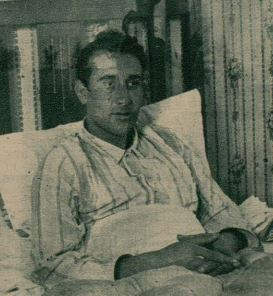
Conrad Portas.

Jugava a la posició de defensa. Es formà a l'Ateneu Deportiu Guíxols, equip de la seva ciutat natal, el 1914 a l'equip infantil, passant més tard al primer equip. El juliol de 1925 fitxà pel RCD Espanyol. Romangué al club fins a la temporada 1930-31, essent fitxat el febrer de 1931 pel FC Barcelona. Formà una gran línia defensiva amb Ricard Zamora a la porteria i Ricardo Saprissa al costat. Es proclamà campió de Copa d'Espanya el 1929, tot i que no va poder disputar la final per lesió. Aquesta temporada també fou Campió de Catalunya. També jugà al Girona FC i al Sant Cugat Esport.
Fou dos cops internacional amb Espanya, el primer el 17 d'abril de 1927 a Santander davant Suïssa i el segon el 22 d'abril de 1928 a Gijón davant Itàlia. També fou internacional amb Catalunya. Durant la Guerra Civil i davant la manca d'efectius retornà a l'Espanyol, juntament amb altres veterans com Manuel Cros.

## Palmarès
RCD Espanyol
- Campionat de Catalunya: 1
  - 1928-29
- Copa d'Espanya: 1
  - 1928-29